# Clara-Schumann-Gymnasium
Das Clara-Schumann-Gymnasium der Stadt Bonn ist ein Gymnasium in der Bonner Südstadt in der Loëstraße. Schulträger ist die Stadt Bonn. Es wird von rund 1000 Schülern besucht.
Das Schulgebäude wurde im Jahr 1915 eingeweiht und wurde im Zweiten Weltkrieg nur gering beschädigt. Es steht heute unter Denkmalschutz und ist unter der Nummer A 1136 in der Bonner Denkmalliste aufgeführt. Das historische Hauptgebäude wurde in den 1960er-Jahren durch Anbauten im Stil der Zeit erweitert. In den 1980er Jahren beherbergte das Gebäude auch das Abendgymnasium Bonn.

## Geschichte und Bedeutung für Mädchenbildung
Das heutige Clara-Schumann-Gymnasium wurde im Jahr 1912 als „Städtisches Lyzeum und Studienanstalt“. Nachdem es bereits mehrere kirchliche höhere Mädchenschulen in Bonn gab, war das „Städtisches Lyzeum“ die erste öffentliche Schule, an der Mädchen die Hochschulreife (Abitur) erreichen konnten. Zuvor hatte der Bonner Stadtrat die Forderungen aus der Bürgerschaft nach Einrichtung einer solchen Schule mehrfach abgelehnt.
Die Benennung nach Clara Schumann erfolgte bei der Wiederaufnahme des Schulbetriebs nach dem Zweiten Weltkrieg im November 1945. Seit 1973 ist das Clara-Schumann-Gymnasium koedukativ.
Der Ilse-Fröhlich-Raum erinnert an die jüdischen Schülerinnen, die die Schule bis zur nationalsozialistischen Diktatur in größerer Zahl besuchten.

## Schwerpunkte
Das Clara-Schumann-Gymnasium setzt heute in seiner Arbeit verschiedene Schwerpunkte: Das Fremdsprachenangebot wird unterstützt durch den Austausch mit den internationalen Partnerschulen in Nizza, Caen und La Suze sur Sarthe, in Tel Aviv, im Londoner Stadtbezirk Croydon, in Florenz sowie in Hangzhou. Es gibt eine besondere Förderung der Naturwissenschaften sowie von musikalischen, künstlerischen und schauspielerischen Fähigkeiten.

## Persönlichkeiten

### Schüler
- Elke Heidenreich (* 1943), Schriftstellerin und Moderatorin
- Bastian Pastewka (* 1972), Schauspieler und Komiker
- Bernhard Hoëcker (* 1970), Komiker und Moderator
- Aljoscha Pause (* 1972), Filmemacher, Regisseur, Fernsehjournalist, Autor und Produzent
- Liv Assmann (* 1973), politische Beamtin
- Philipp Scharrenberg (* 1976), Autor und Kabarettist
- Sebastian Hartmann (* 1977), Politiker
- Conrad Schetter (* 1966), Friedens- und Entwicklungsforscher

### Lehrer
- Karl-Heinz Zwiebler (* 1951), Badmintonspieler

## Schulleben
Öffentliche Aufmerksamkeit erreichte die Schule durch zwei Funde: Im Schultresor lagerten Originalbriefe der Schulnamensgeberin Clara Schumann, die vermutlich in den 1950er-Jahren ersteigert wurden. Zudem fand man bei Aufräumarbeiten in einem Abstellraum der Schule eine originale Olympiafackel von 1936.
Bekannt wurde die Schule Ende der 2000er-Jahre durch das damals zweitgrößte Rockfestival in Bonn und Umgebung, das Clara Rockt! (vormals Clara rockt ab!). Dieses Festival wird von der Schülervertretung organisiert und gemanagt.
Von 1995 bis in die frühen 2000er erschien die Schülerzeitung Clarasil, und sehr früh bereits auch als Online-Ausgabe.